# Apostolato (Ribera)
L'Apostolato (o anche in castigliano Apostolado) è una serie di dipinti compiuti da Jusepe de Ribera riprendenti i dodici apostoli con anche, Paolo di Tarso e il Cristo.
Tra le numerose redazioni compiute dal pittore, quelle più note oggi sono due con le figure dipinte "a mezzo busto", una alla Quadreria dei Girolamini di Napoli, databile tra il 1616-1618 e di cui rimangono superstiti solo tre pezzi, oli su tela (78×65 cm ciascuno), e un'altra al Museo del Prado di Madrid, oli su tela (76×64 cm circa ciascuno), databile tra il 1630-1635 e di cui rimangono superstiti ben tredici dei quattordici dipinti che costituivano l'originaria serie. Una terza redazione anch'essa nota, nonostante alcuni dubbi di attribuzione, di cui restano superstiti cinque pezzi, oli su tela (126×96 cm ciascuno) con le figure dipinte "a tre quarti", databile tra il 1615 e il 1624, è invece nella collezione Longhi di Firenze.

## Storia e descrizione
Assieme ad altre "serie" del Ribera, come quelle dei Sensi, dei Filosofi o dei Profeti e patriarchi, le due dell'Apostolato costituiscono uno degli elementi peculiari e distintivi dell'attività artistica del pittore, che realizzava per le sagrestie delle chiese, com'era uso fare nella prima metà del Seicento. Gli apostoli sono ripresi con gli strumenti tipici della loro iconografia (san Pietro con le chiavi, san Tommaso con una lancia, san Bartolomeo con un coltello, san Paolo con la spada, san Filippo con la croce, Giuda Taddeo con la squadra simbolo dei falegnami e intagliatori di marmo, san Simone con una sega, san Giacomo maggiore con un bastone e conchiglia, sant'Andrea col pesce, san Mattia con l'ascia).

### La serie dei Girolamini (1616-1618)
Quella che è una delle prime serie, oggi alla Quadreria dei Girolamini di Napoli, risale agli anni giovanili del pittore, tra il 1616 e il 1618, eseguita in concomitanza col trasferimento dello Spagnoletto da Roma alla città partenopea. Oggi rimangono superstiti solo tre pezzi della collezione: il San Pietro, il San Paolo e il San Giacomo Maggiore. La commessa avvenne dai padri oratoriani di San Filippo Neri ai Girolamini, che chiesero l'esecuzione del gruppo da esporre tutto nella sacrestia della chiesa. Carlo Celano nel suo saggio del 1692 segnala le tre tele proprio in questo ambiente della chiesa napoletana, senza menzionare però alcun altro soggetto di questo Apostolato; ciò prova il fatto che qualsiasi altra tela sia esistita di questa serie, è andata dispersa già a partire da quella data.

I tre pezzi superstiti
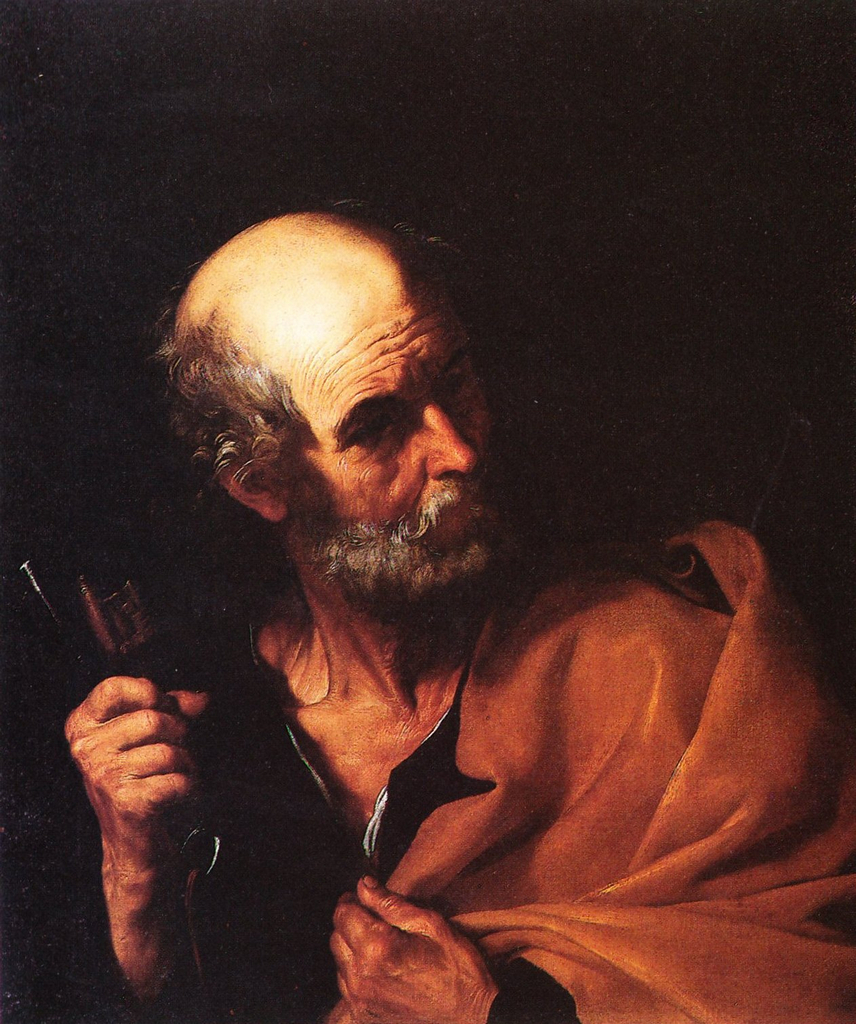
San Pietro
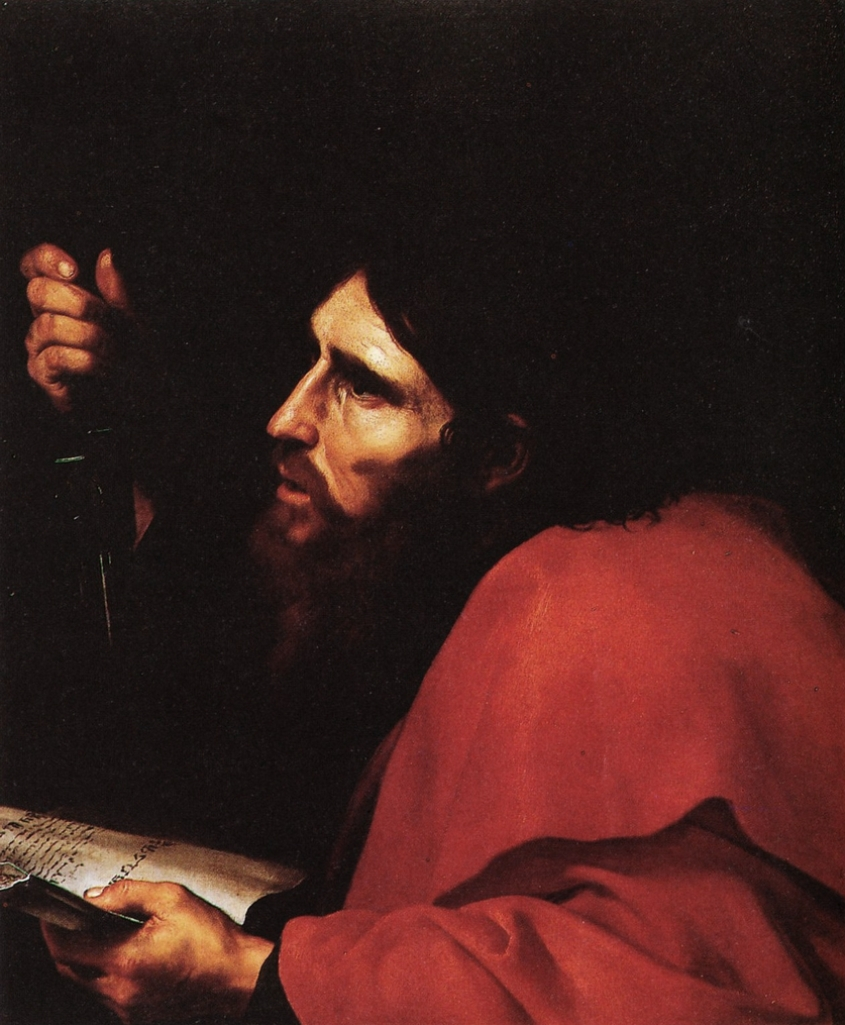
San Paolo
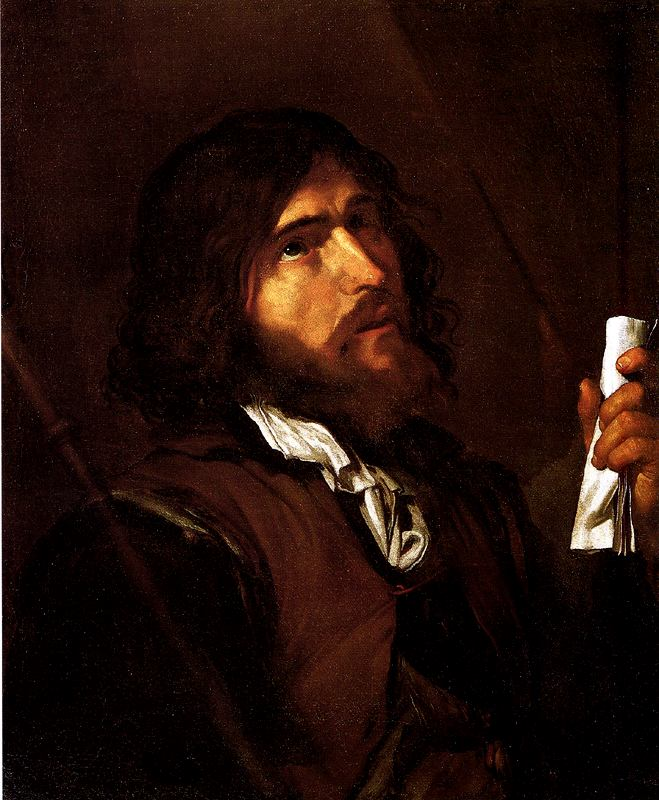
San Giacomo Maggiore

### La serie del Prado (1630-1635)
Un'altra serie pressoché integra, priva del solo ritratto di San Giovanni Evangelista (che tuttavia è noto tramite una replica autografa), per questo motivo la più rilevante sotto il profilo artistico, fu invece realizzata tra il 1630 e il 1635 ed è oggi tutta al Museo del Prado di Madrid. Le tele, che secondo parte della critica non sono comunque ascrivibili tutte direttamente alla mano del Ribera, ma anche ai suoi collaboratori, facevano parte delle collezioni reali nell'Alcazar a Madrid; scampati all'incendio del 1734, giunsero in custodia nella Casita del Principe all'Escorial, dove rimasero fino al 1838, anno in cui furono definitivamente trasferite al Prado (anche se alcune opere ritenute non autografe furono successivamente date in custodia presso altri musei provinciali).
L'Apostolato di Madrid fu compiuto negli anni maturi del pittore valenzano, quando questi entrò in contatto con la rilettura velazqueziana del naturalismo caravaggesco. La serie ottenne subito il successo sperato, tant'è che di questi soggetti furono attuate diverse copie antiche, alcune delle quali compiute dallo stesso Ribera o dalla sua bottega. In tal senso, dalla metà del XVIII secolo nella chiesa di Santa Teresa a Lecce risultano conservati otto dipinti sugli Apostoli compiuti da un anonimo pittore tardo seicentesco, quattro dei quali (San Giacomo Maggiore, San Bartolomeo, San Simone e il Cristo Salvatore) ripresi proprio dalla serie dello Spagnoletto del Prado, mentre altri quattro da un'altra serie oggi non nota (verosimilmente potrebbe trattarsi di un'altra redazione del Ribera).

La serie completa
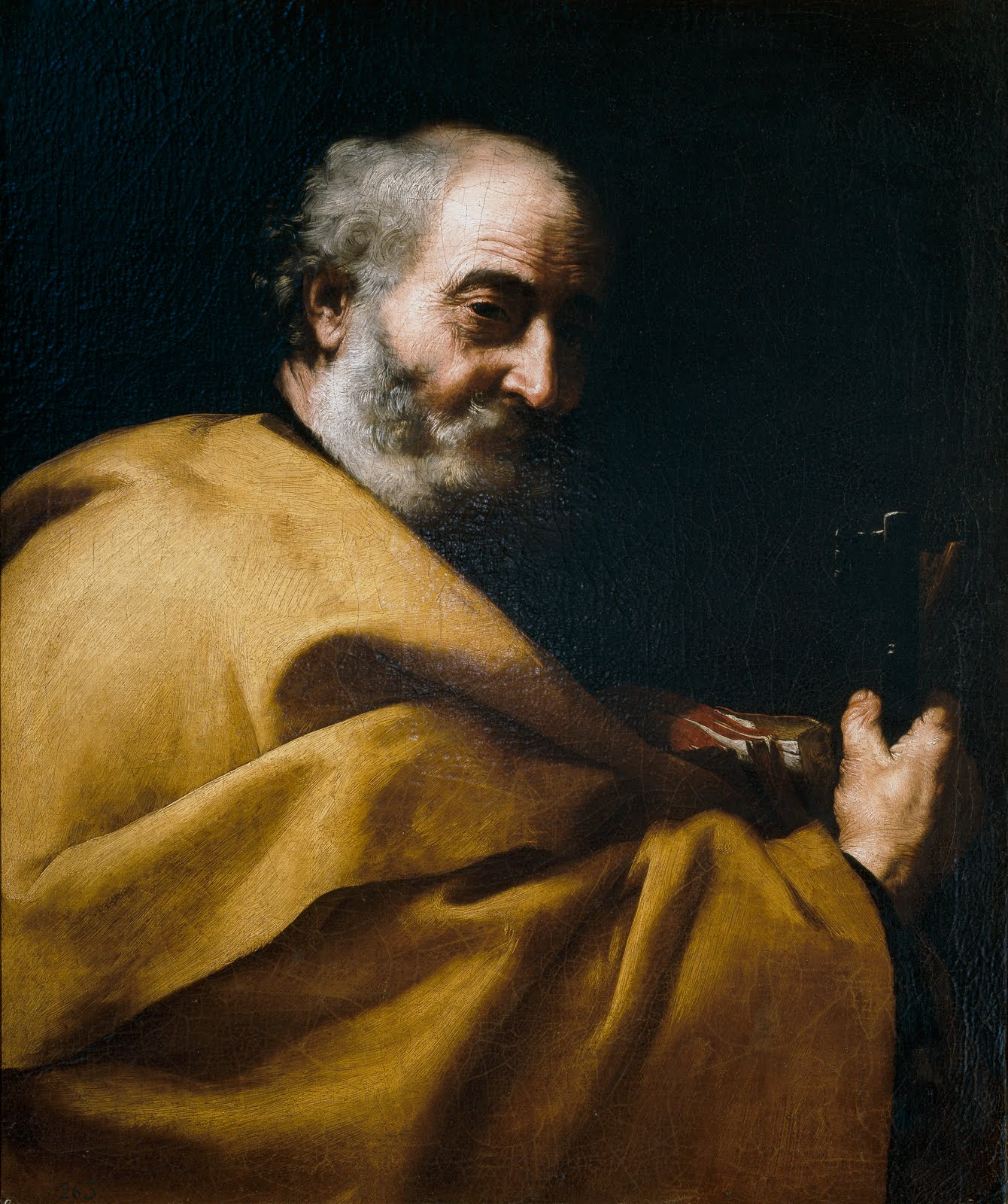
San Pietro
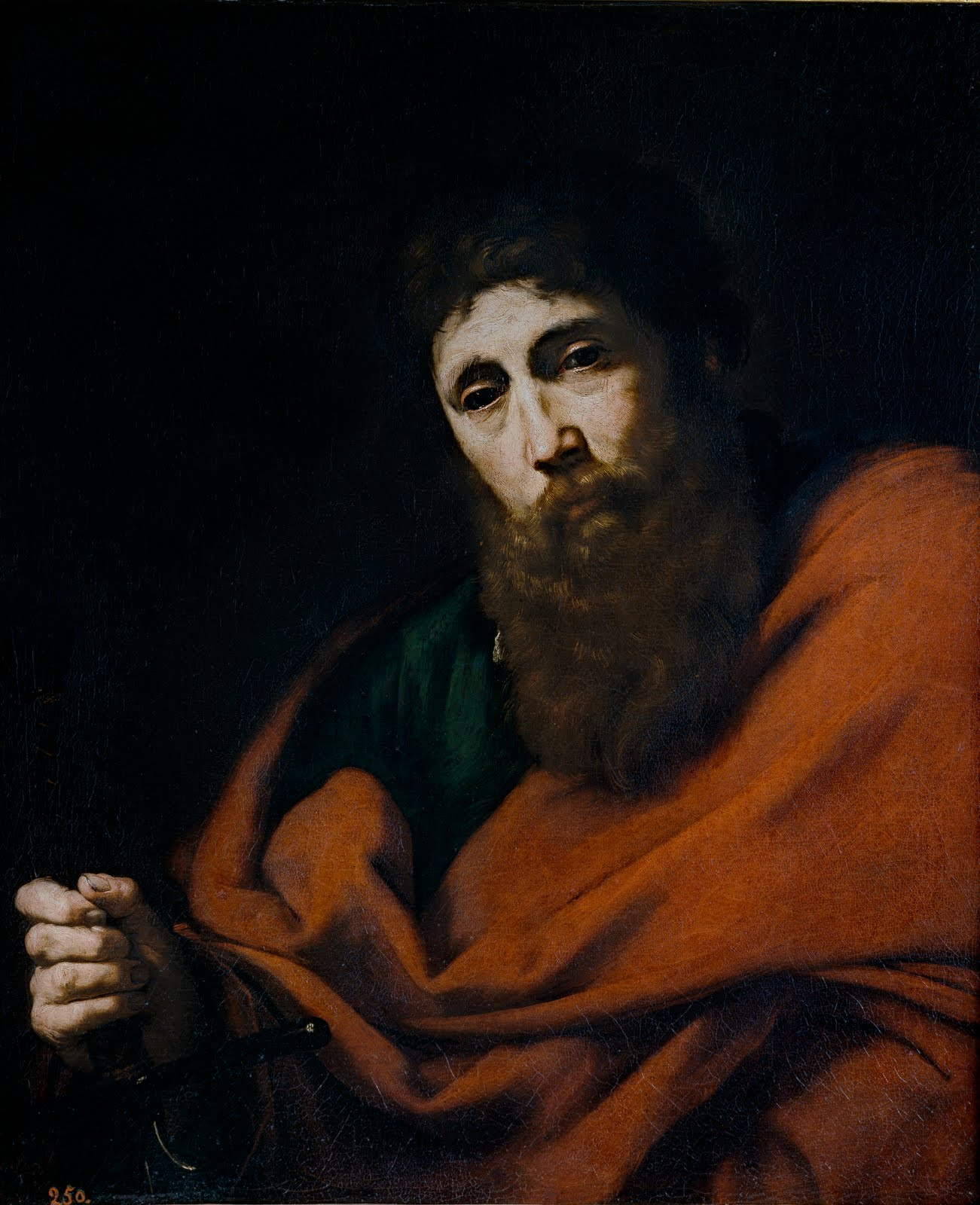
San Paolo
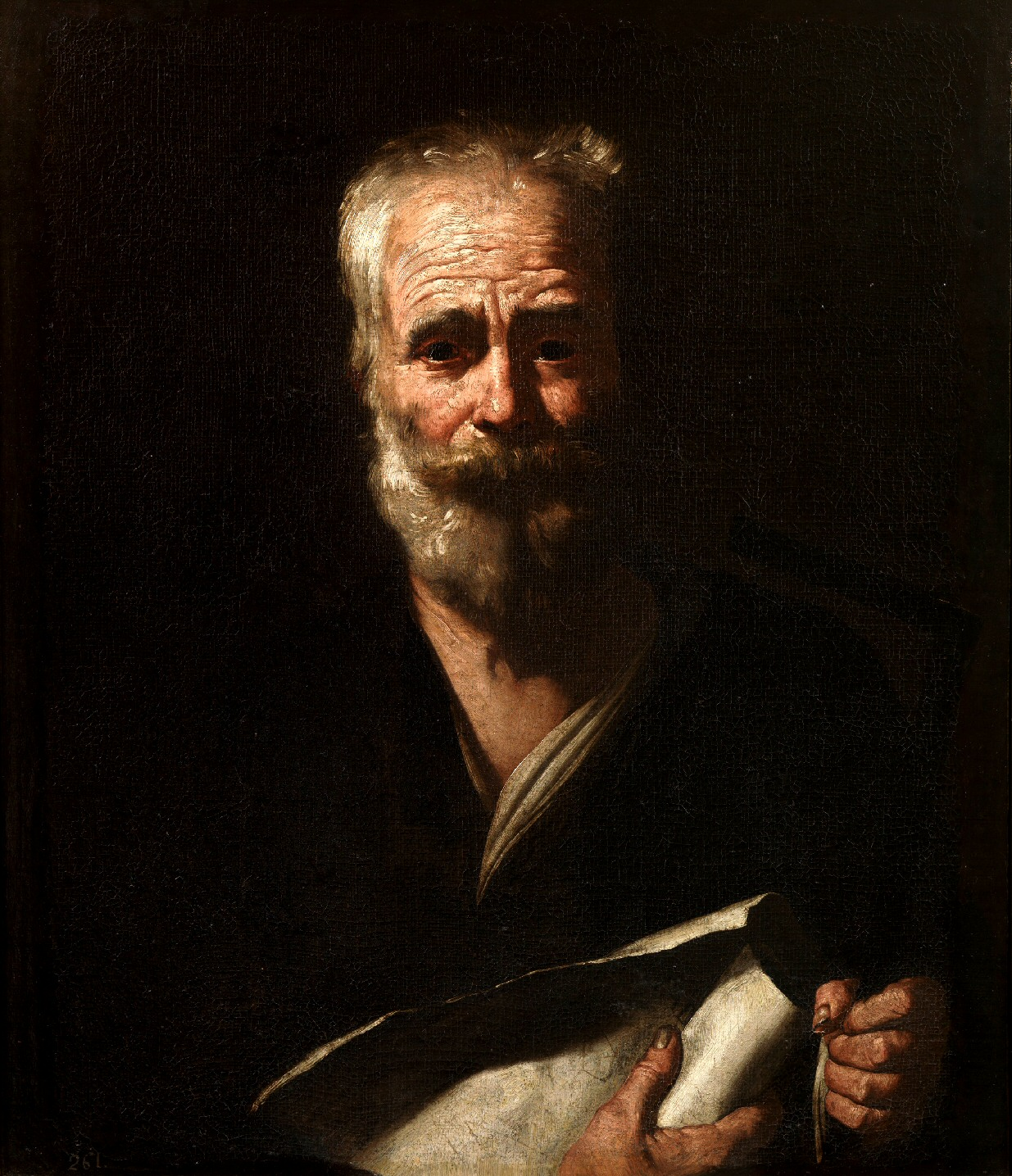
San Filippo
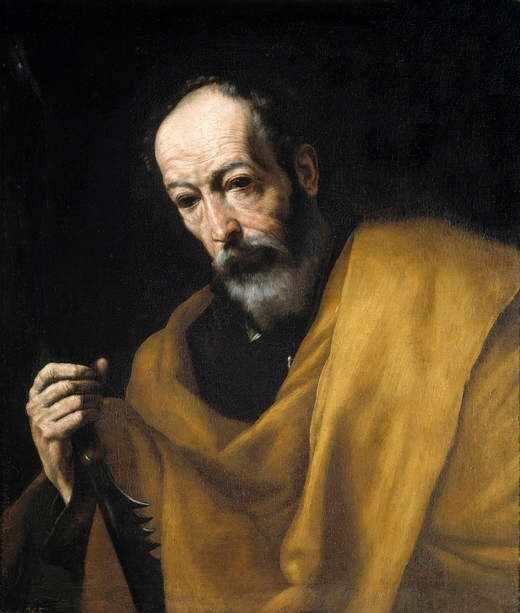
San Simone
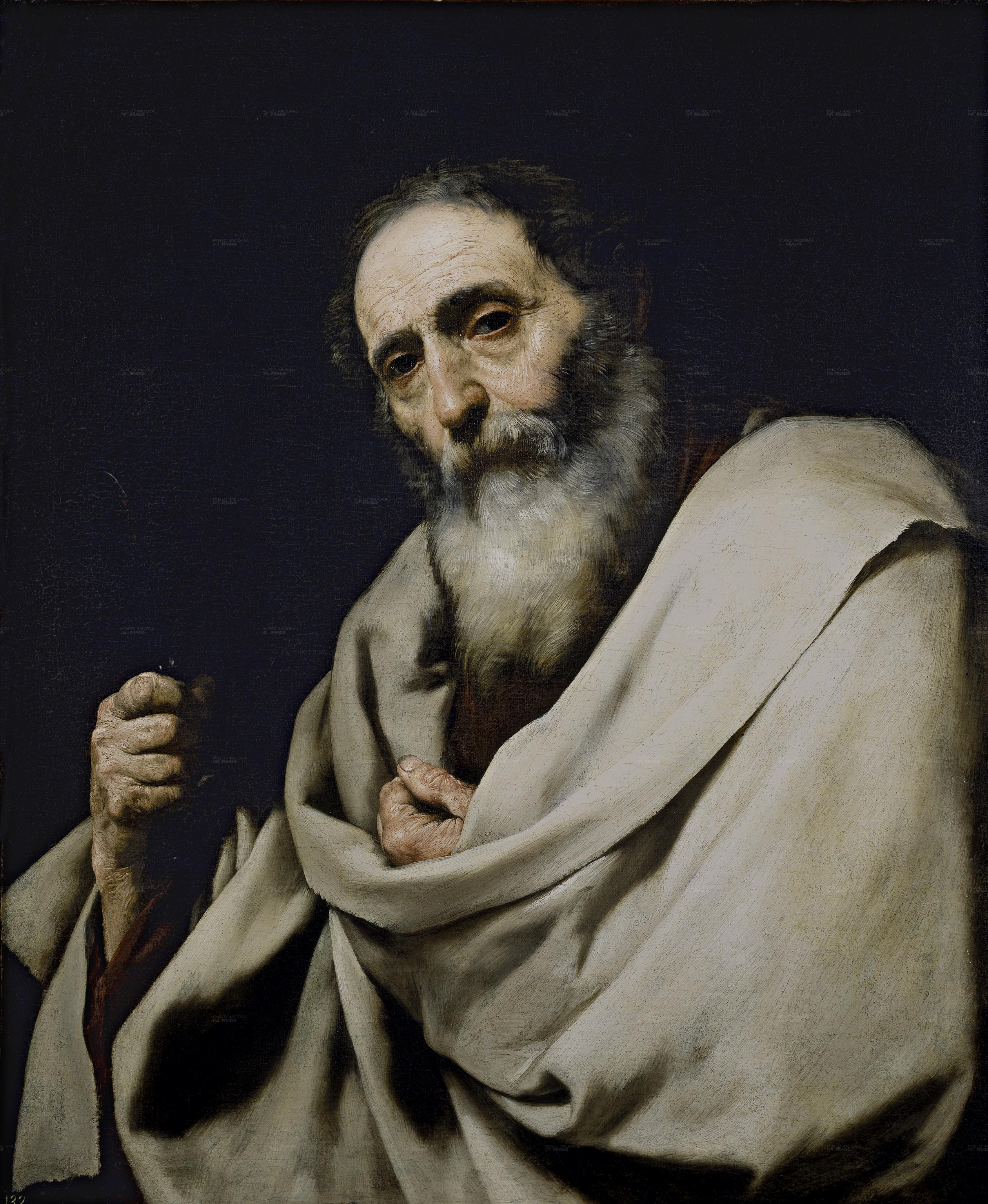
San Bartolomeo
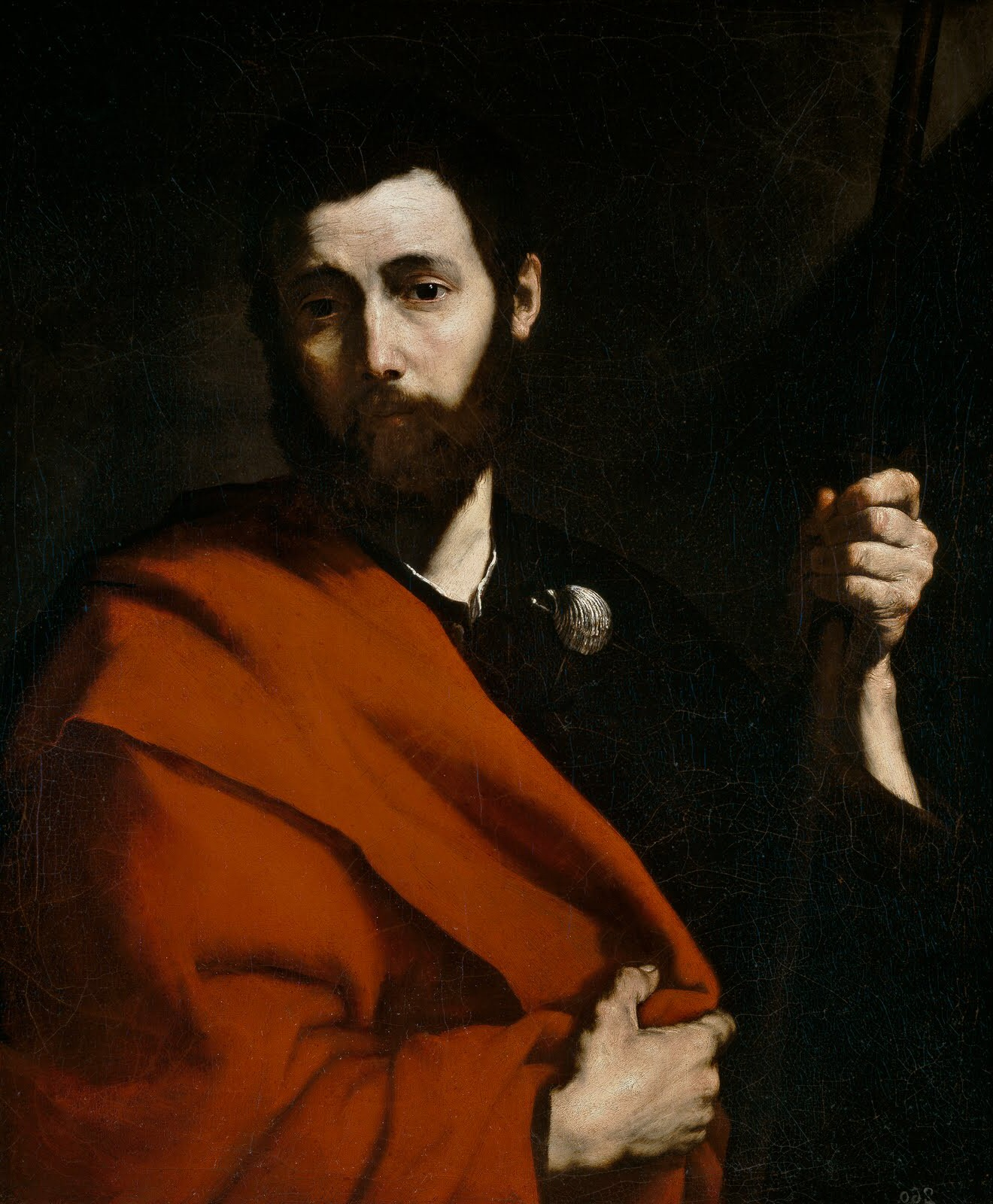
San Giacomo Maggiore
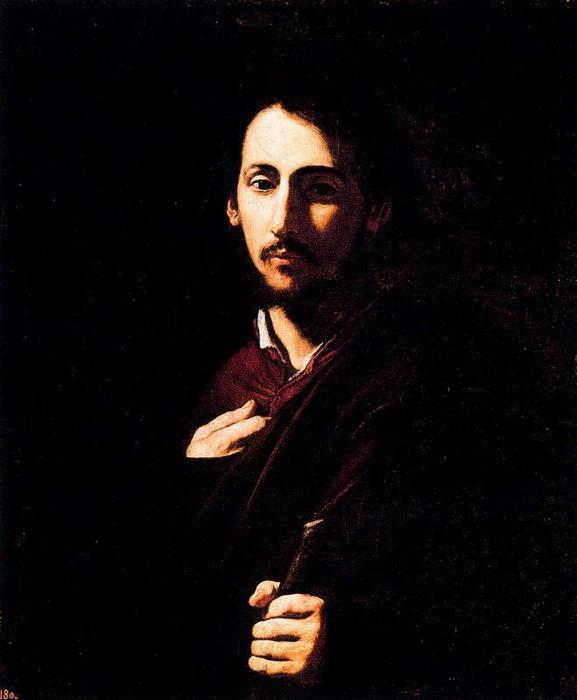
San Giacomo Minore
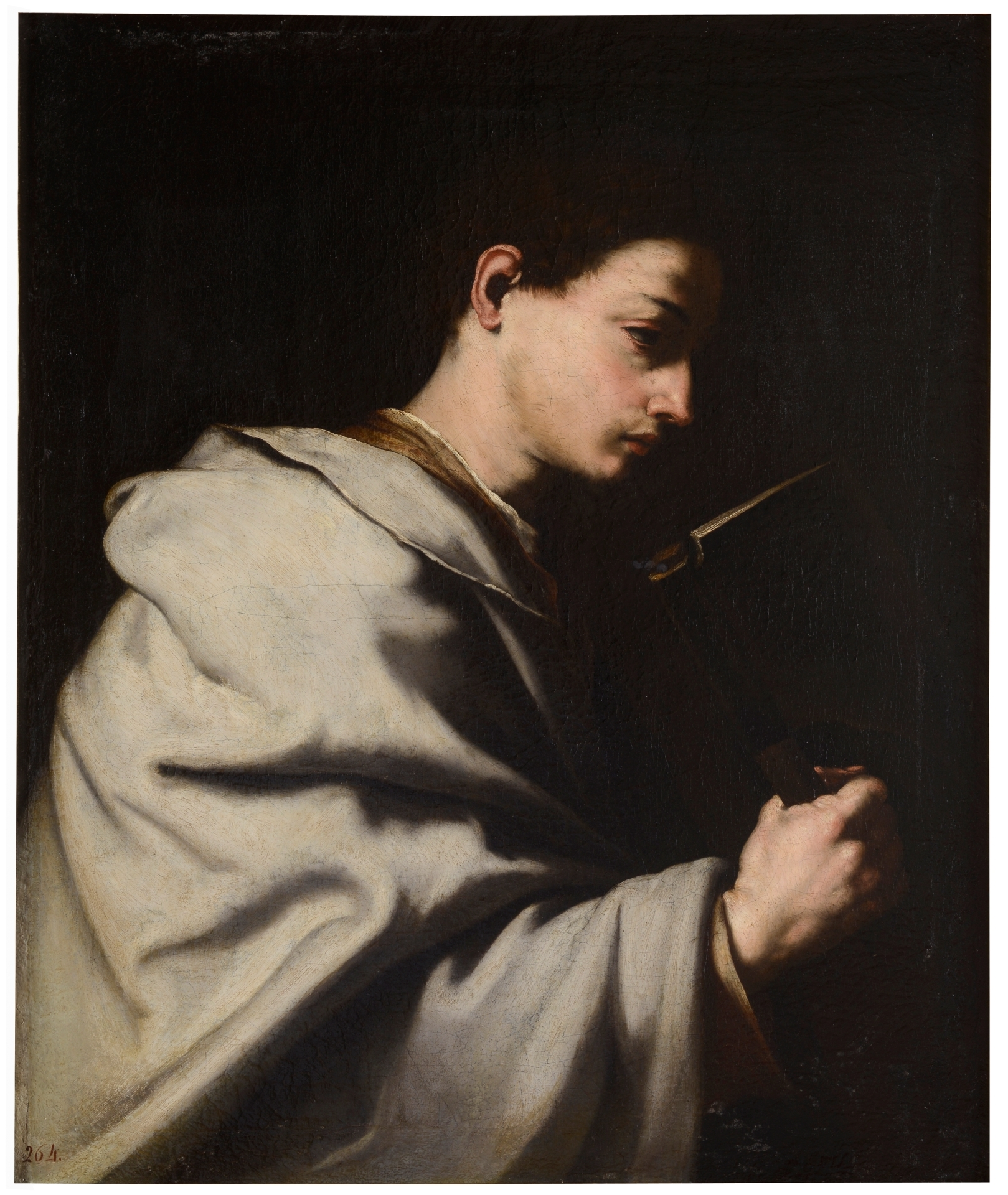
San Mattia
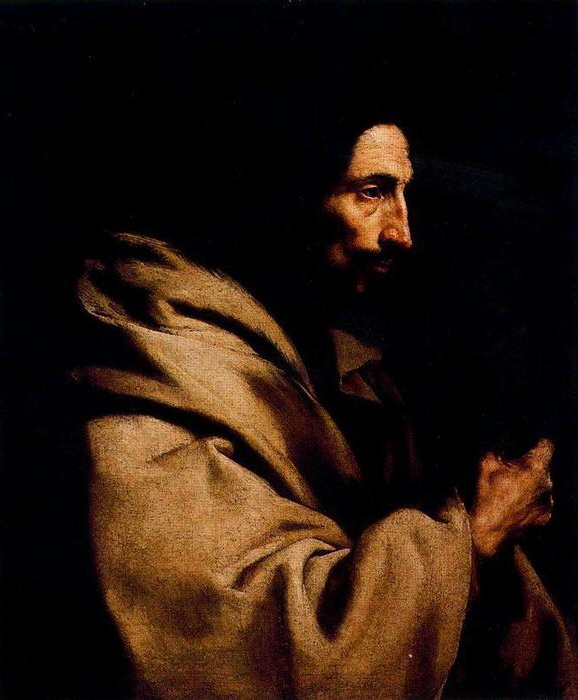
San Giuda Taddeo
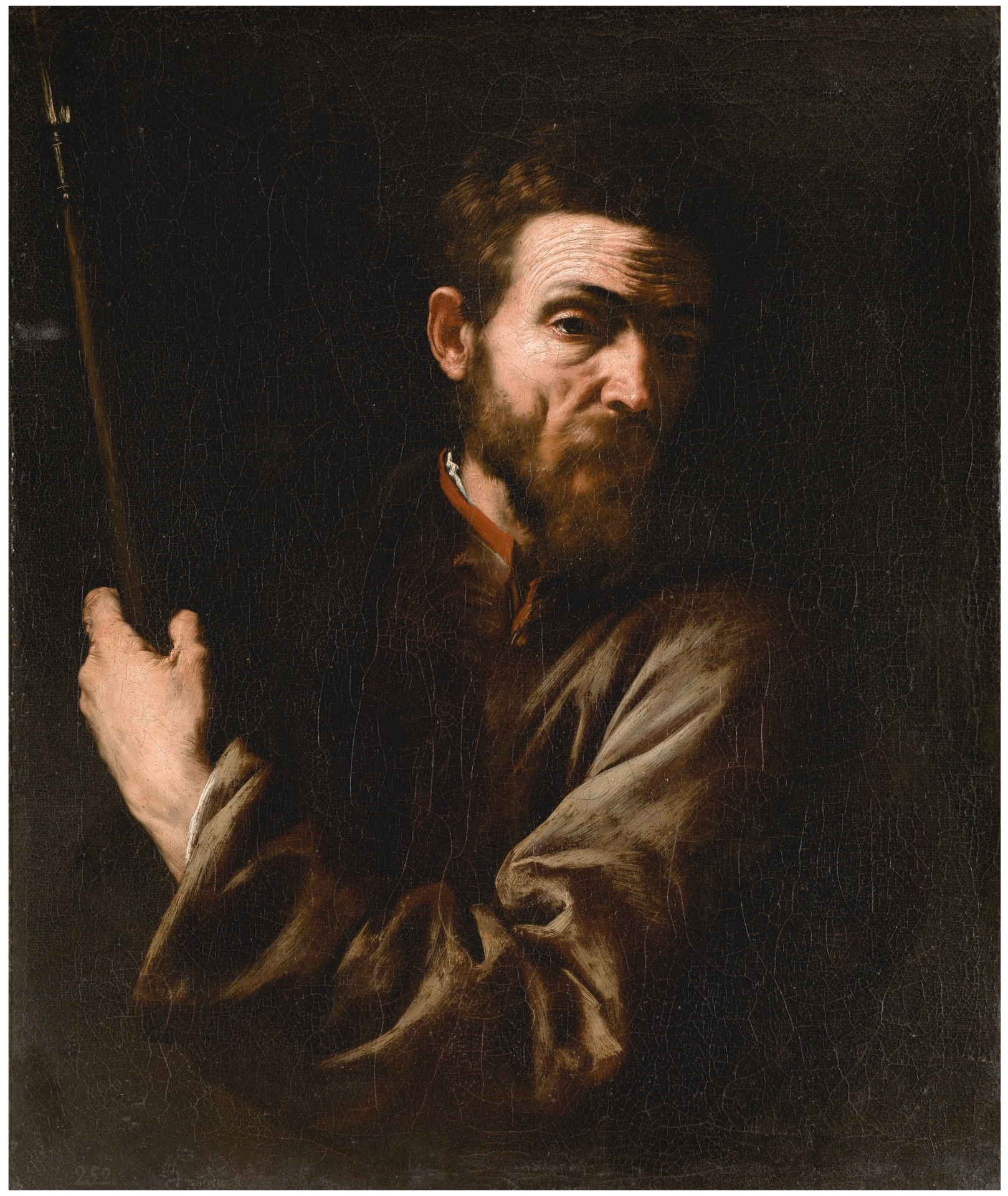
San Tommaso
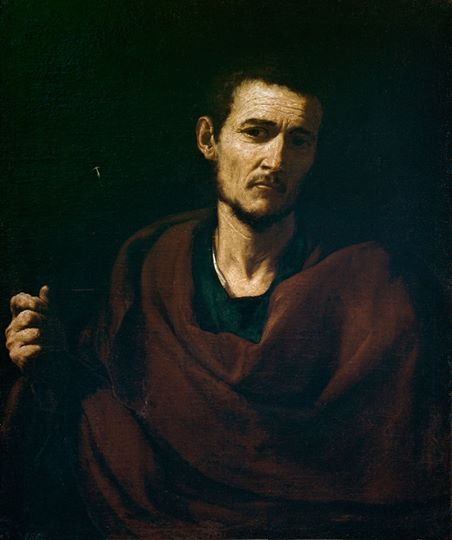
San Matteo
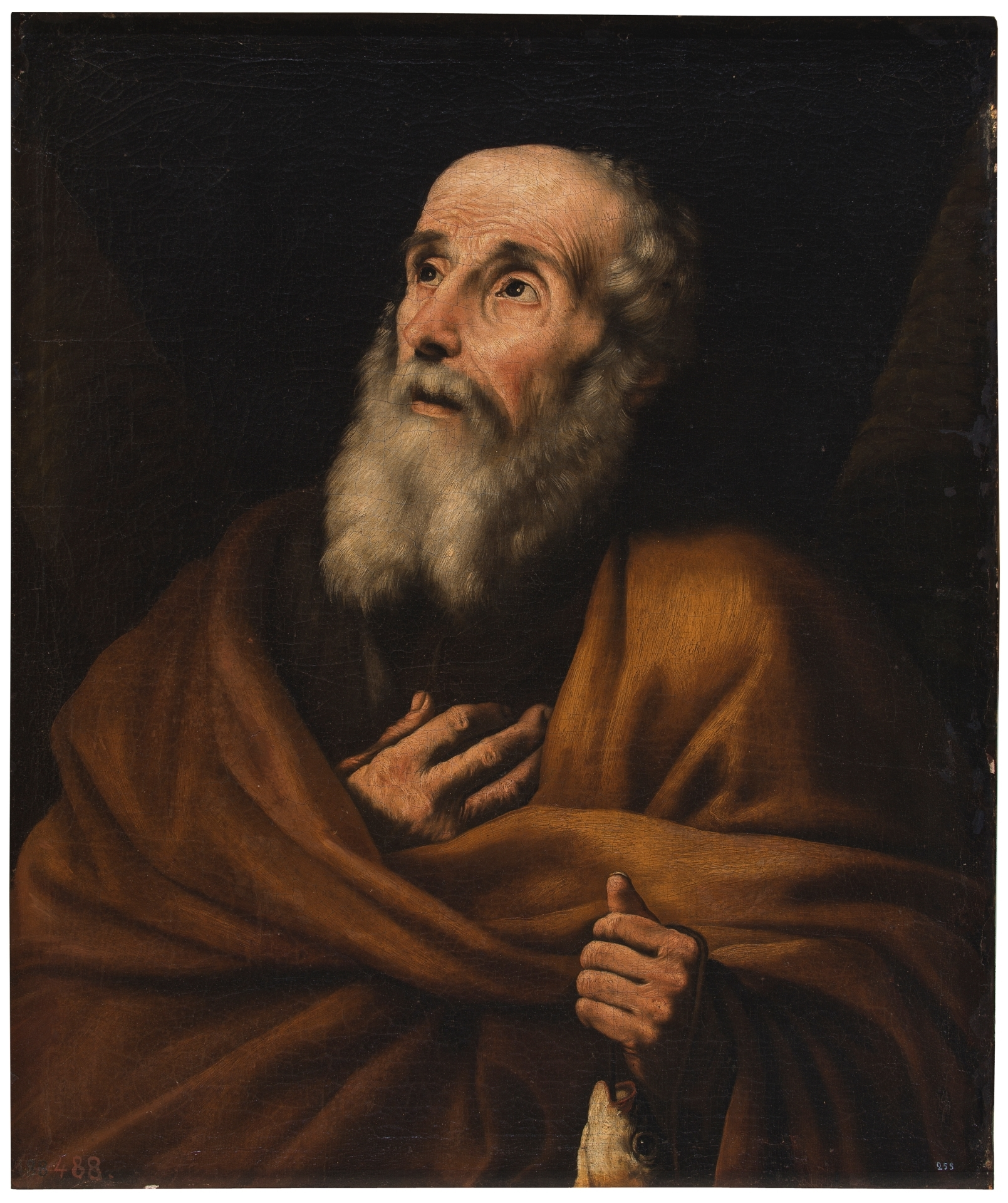
Sant'Andrea
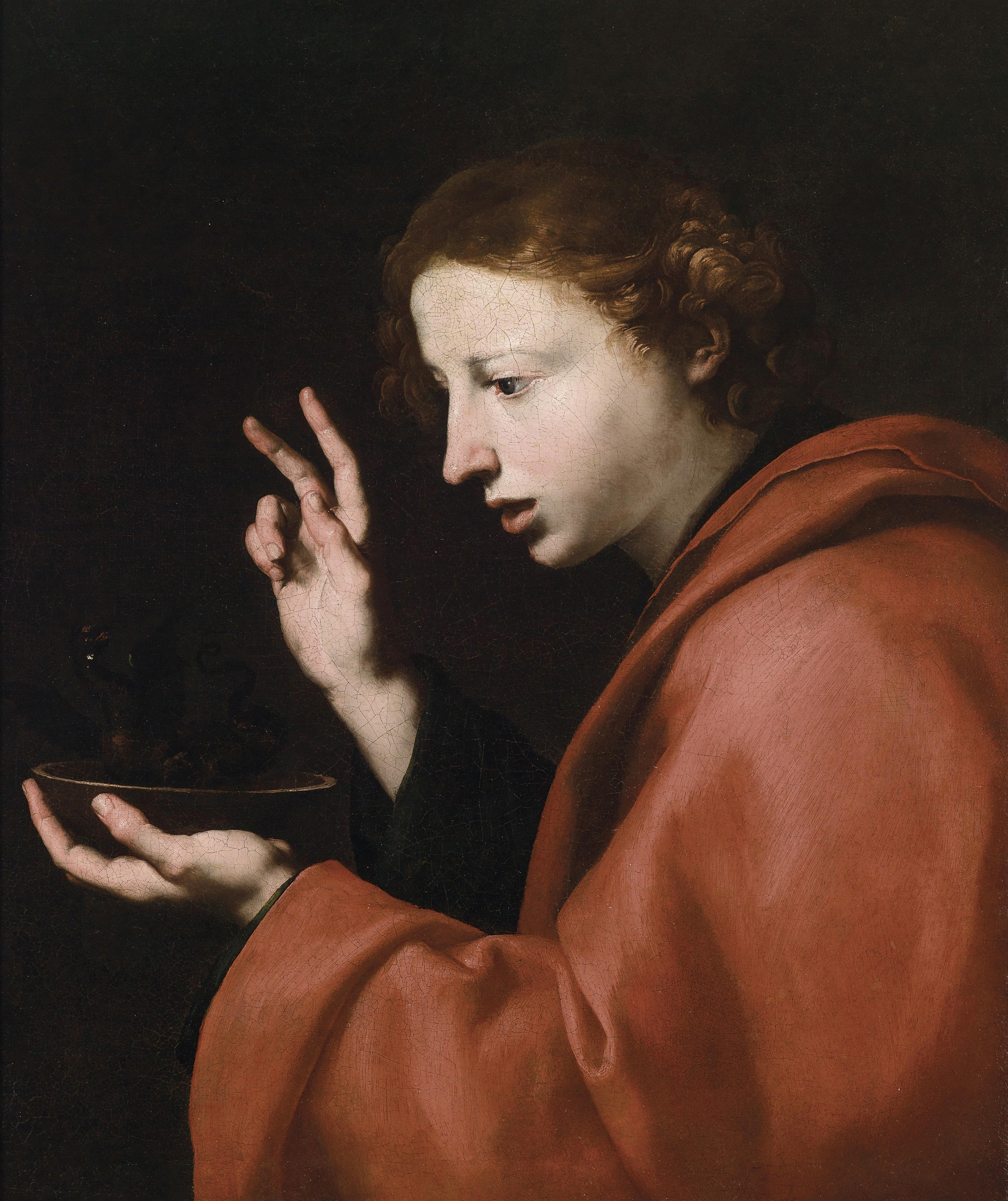
San Giovanni Evangelista (replica autografa oggi in collezione privata)
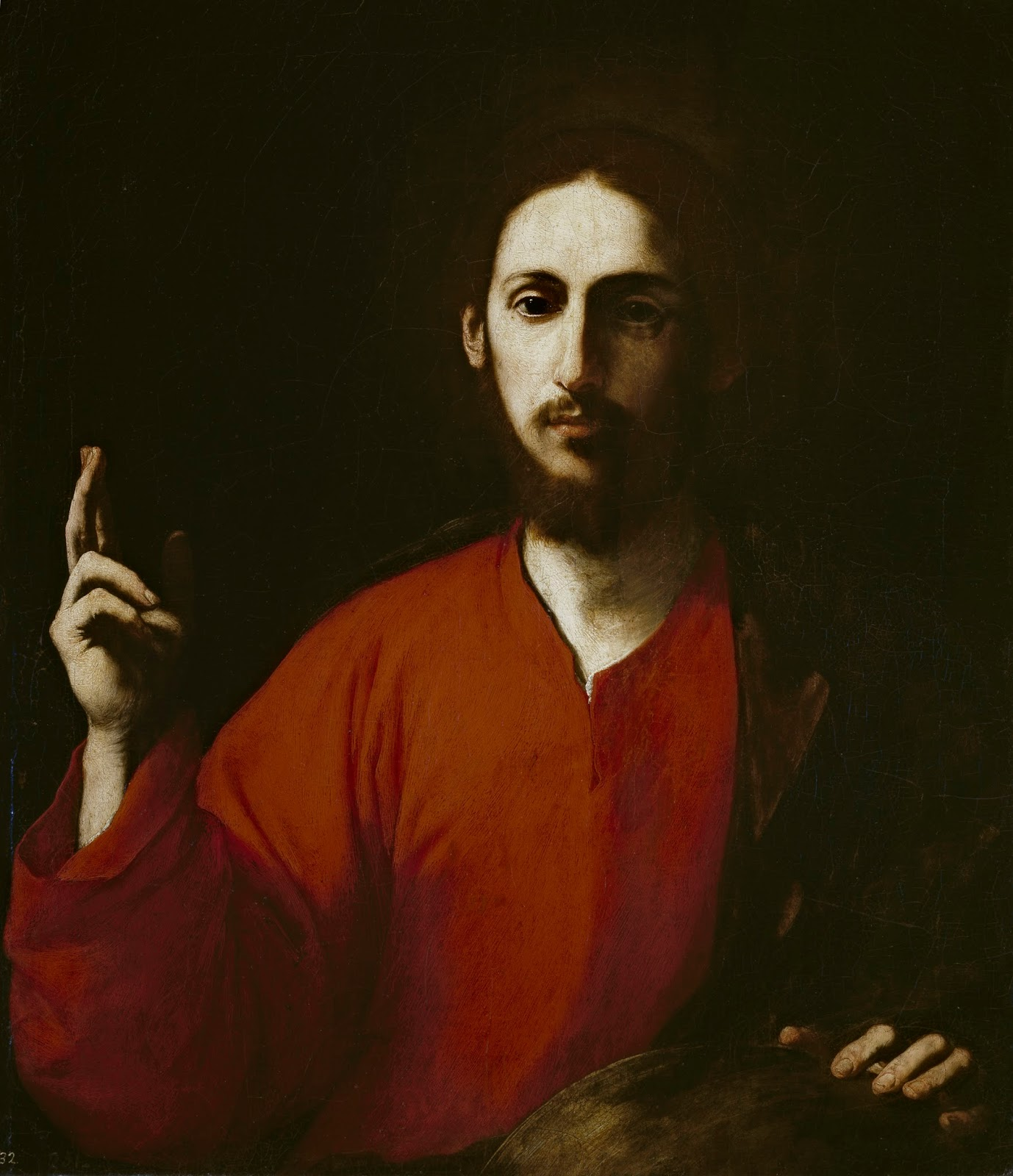
Cristo Salvatore

### La serie Cussida-Gavotti (1616-1624)
Esistono altre serie sugli apostoli compiuti dal Ribera, ritratti "a mezzo busto", "a figura intera" o "di tre quarti", di cui restano solo alcune tele sparse in svariati musei del mondo e che non per tutte si dispongono di informazioni puntuali circa la loro provenienza o il loro gruppo di appartenenza.
In questo senso, tra quelle che durante l'ultimo quarto del XX secolo hanno riscosso maggior successo, seppur senza unanime accordo da parte della critica circa l'autografia dello Spagnoletto, vi sono il gruppo di Apostoli già in collezione Cussida a Roma, di cui cinque oggi giunte con certezza nella collezione Longhi a Firenze mentre altre due sono state rintracciate, senza unanime accordo, nei depositi del Museo di Capodimonte a Napoli.
L'Apostolato di Roma risalirebbe agli anni giovanili del pittore: secondo alcuni storici identificabili con quei «dodici quadri di 12 Apostoli con Cristo con cornici indorate» citati nell'inventario dell'8 marzo 1624 relativamente ai beni già in possesso di Pietro Cussida (emissario di Saragozza per la corona spagnola presso la Santa Sede che possedeva del Ribera già la serie dei Sensi) e passati due anni prima al figlio Francesco, sicché morto in quell'anno li tramandò alla figlia Laura, che tuttavia avendo lei solo un anno di vita furono tenuti in custodia dalla moglie Maria e dal fratello della donna Nicola III Gavotti. Le cinque tele che oggi sono alla Fondazione Longhi, San Bartolomeo, San Paolo, San Filippo, San Tommaso e San Giuda Taddeo, rimasero nella collezione Gavotti fino al 1916, quando poi furono acquistate dallo storico d'arte per la propria collezione fiorentina con l'attribuzione a Guy François, poi a un ignoto pittore francese attivo a Roma intorno al 1615, poi assegnate a Gérard Douffet, poi al cosiddetto Maestro del Giudizio di Salomone e quindi, secondo parte della critica che associava quest'ultimo al giovane Ribera degli anni romani, proprio al pittore spagnolo, mentre un'altra parte li assegna ancora oggi a un artista franco-fiammingo non identificato.
Delle due tele oggi a Capodimonte, invece, non si sa se la loro provenienza sia effettivamente quella Cussida-Gavotti: di certo si sa che sono registrate nel 1964 nella collezione fiorentina di Costanza Lorenzetti, giacché furono donate allo Stato e confinate nei depositi del museo napoletano con l'assegnazione ancora una volta al Maestro del Giudizio di Salomone, per poi divergere la critica moderna nella ricerca di una più puntuale attribuzione, se a un anonimo pittore franco-fiammingo attivo a Roma nella prima parte del secondo decennio del Seicento, se alla cerchia di Dirck van Baburen o piuttosto al giovane Ribera. La loro associazione alla serie oggi Longhi è stata avanzata da una parte della critica agli inizi del XXI secolo sulla scorta delle affinità e delle dimensioni pressoché analoghe alle tele già Cussida-Gavotti; questo assunto tuttavia non trova unanime accordo da parte degli storici.

I pezzi superstiti
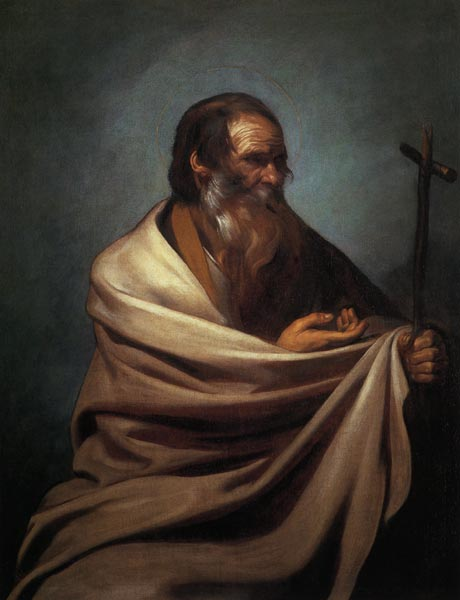
San Filippo
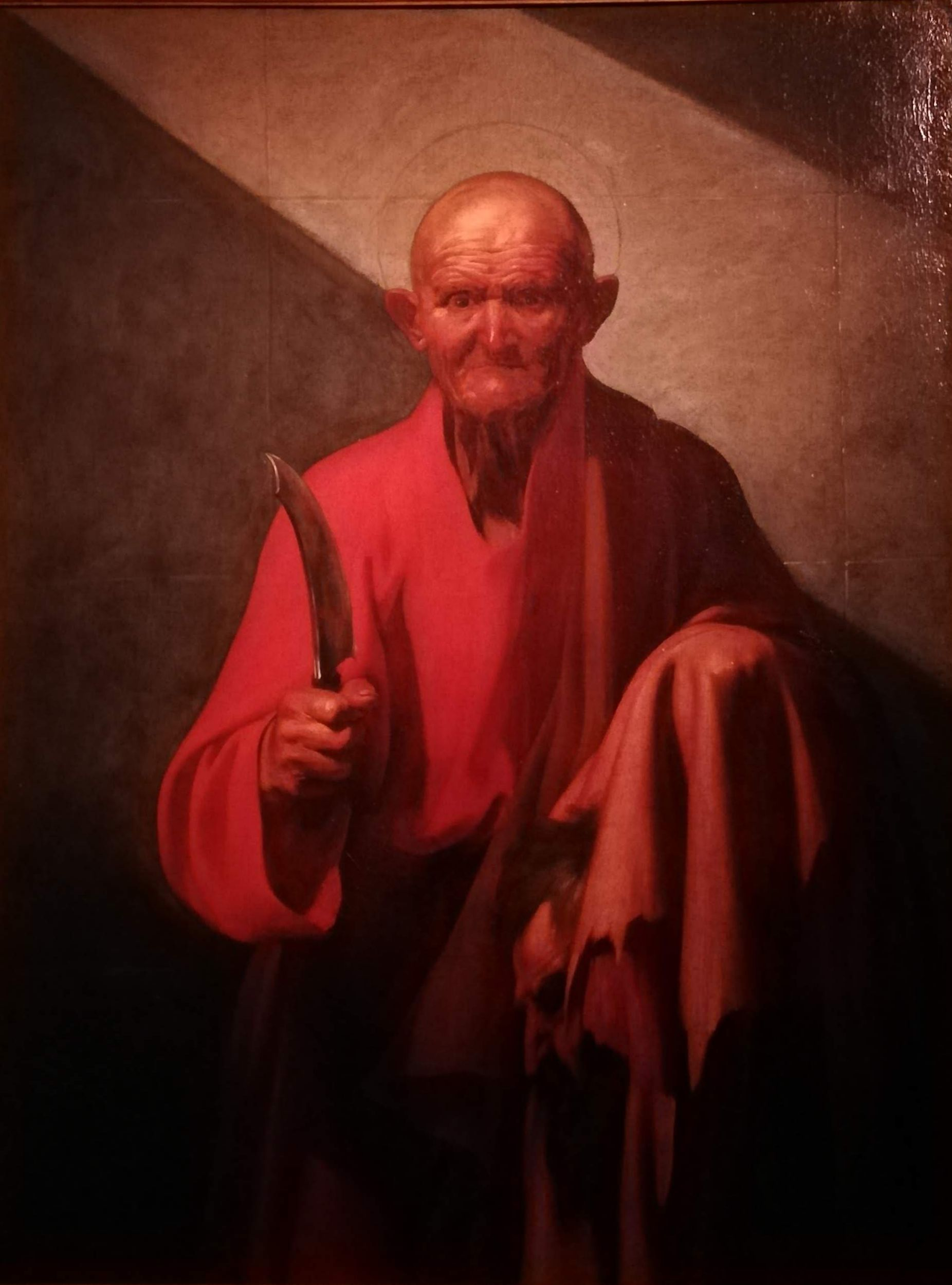
San Bartolomeo
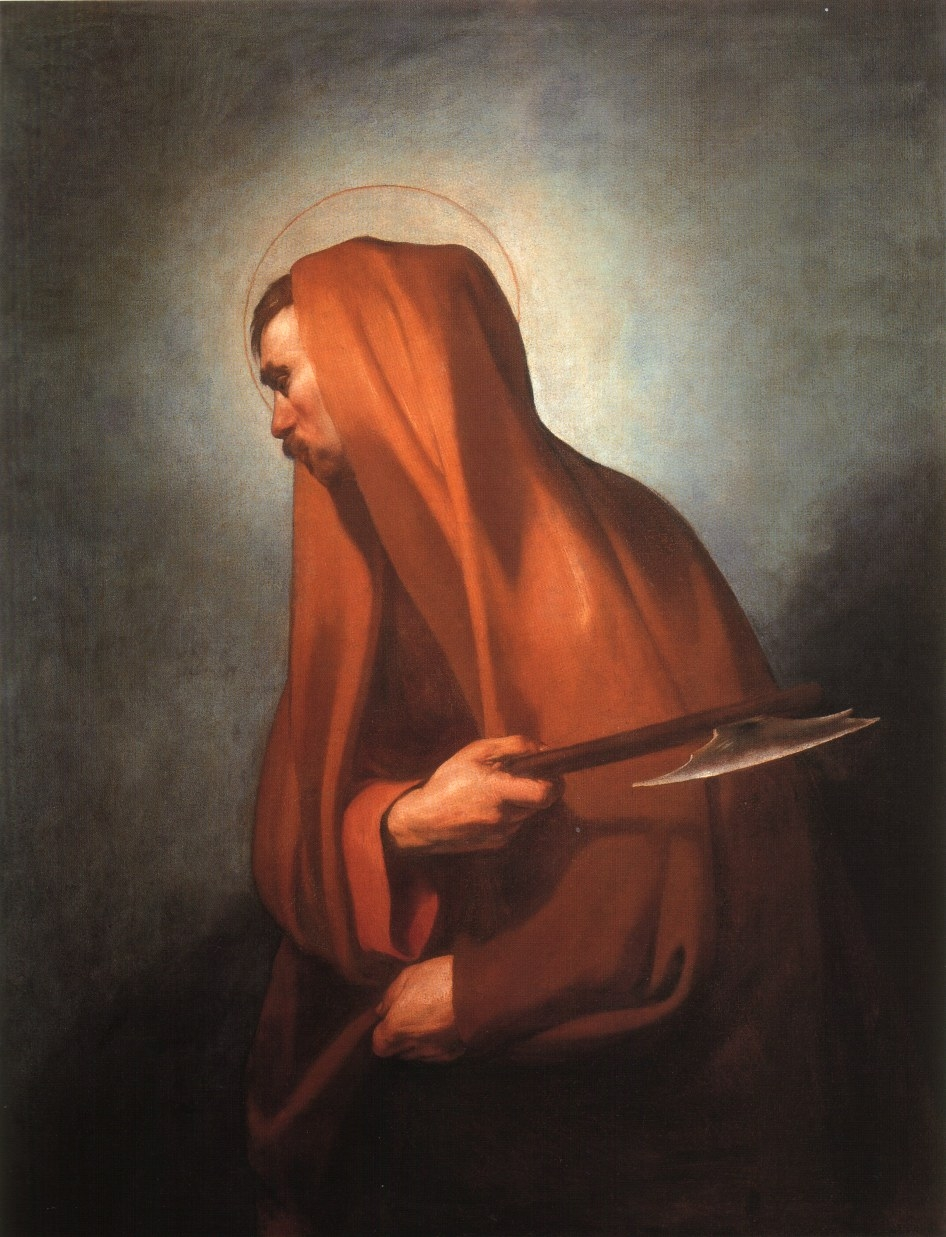
San Mattia
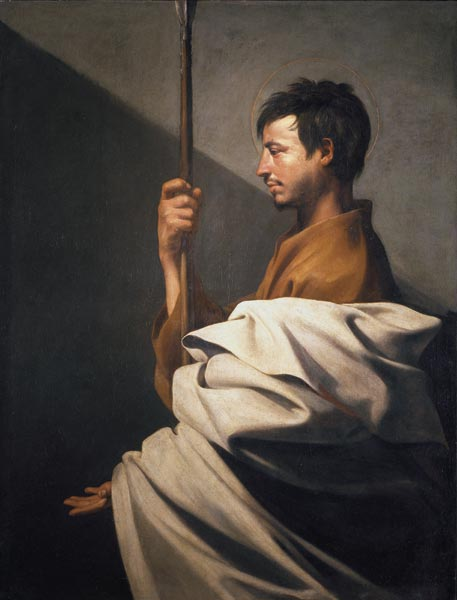
San Tommaso
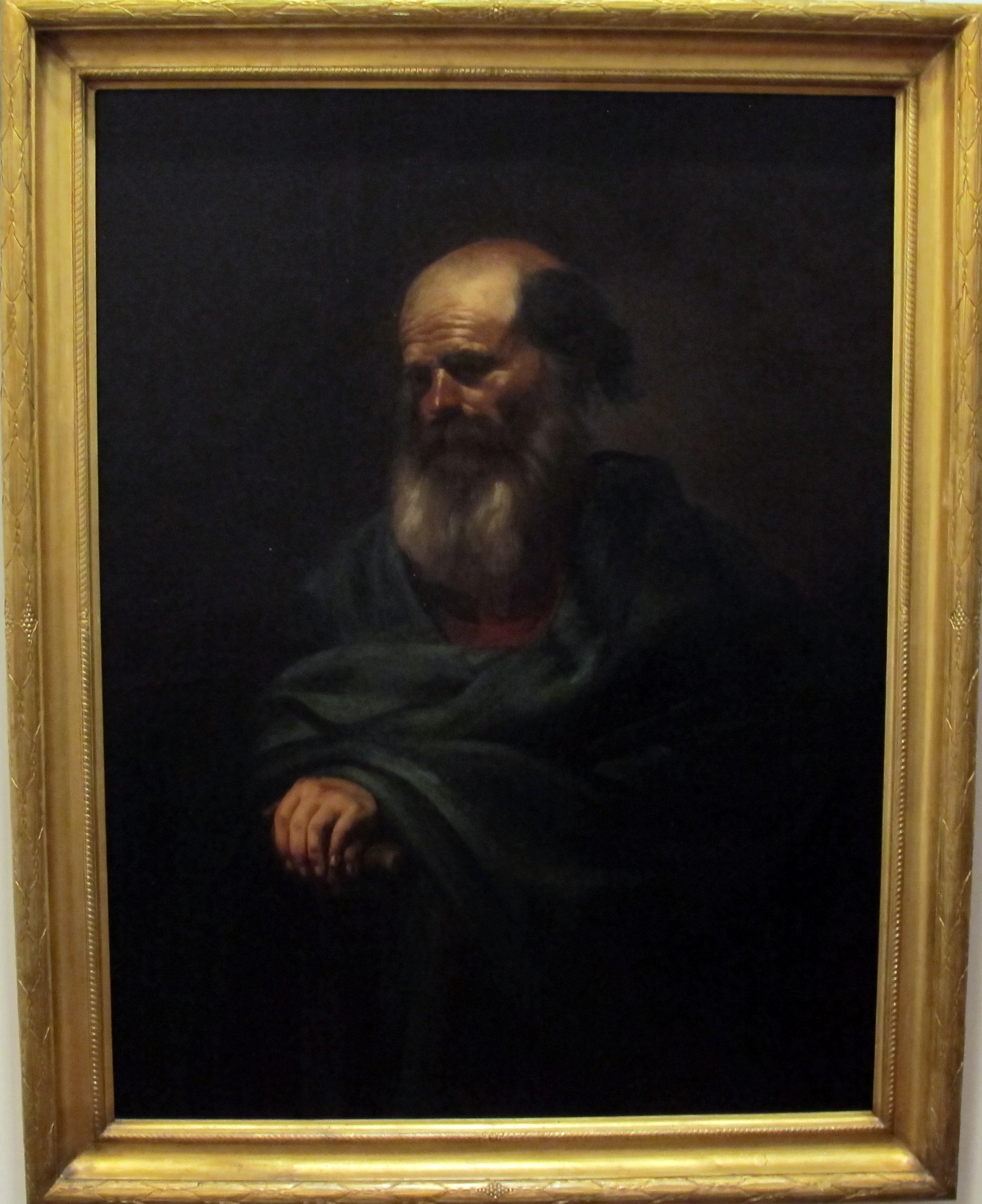
San Giacomo (Maggiore?) (forse serie Cussida-Gavotti)
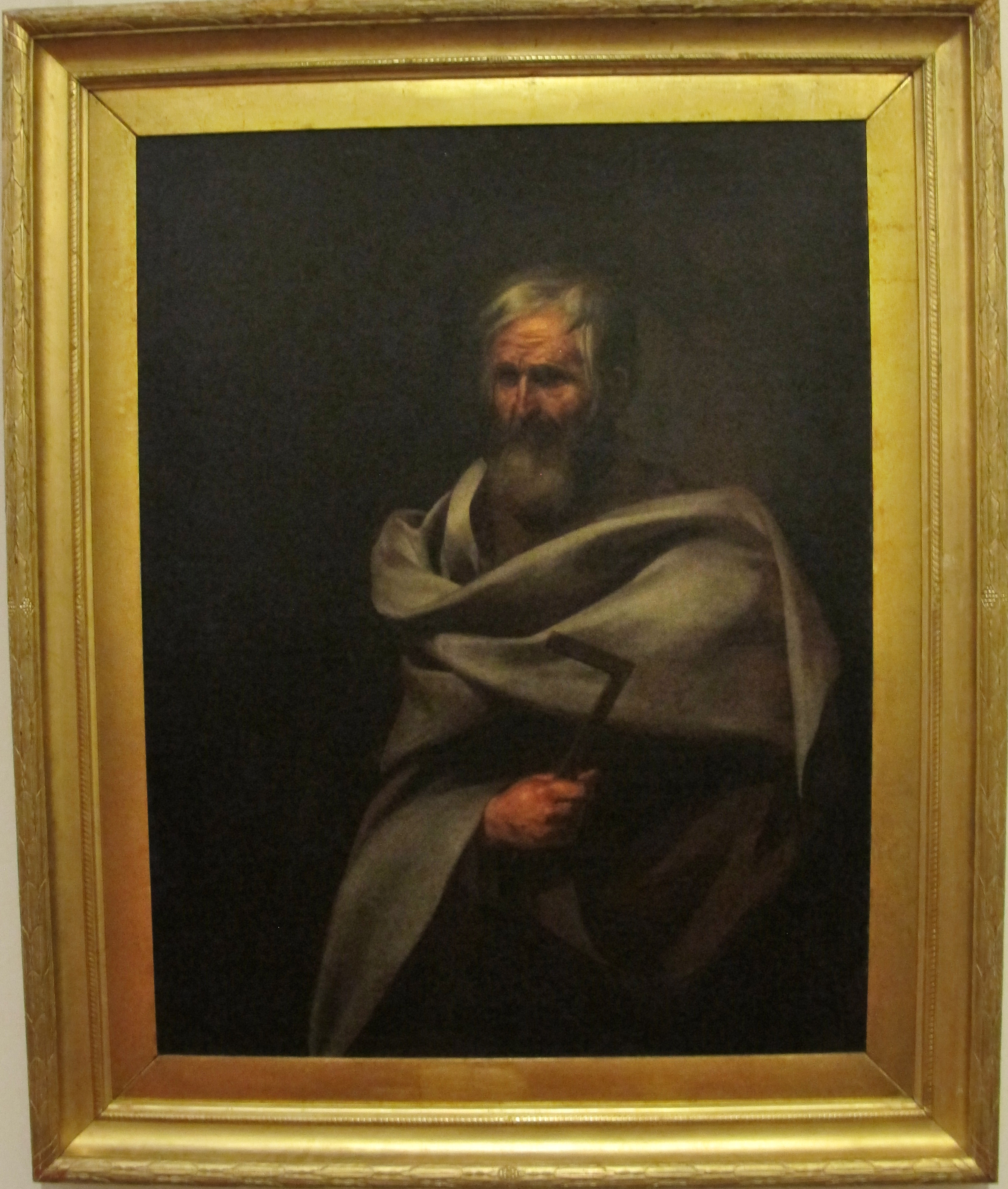
San Giuda Taddeo (forse serie Cussida-Gavotti)